# Le Diamant noir (film, 1922)
Pour les articles homonymes, voir Le Diamant noir.
Le Diamant noir est un film français muet réalisé par André Hugon, sorti en 1922. 
Il a été tourné en deux épisodes : Le Calvaire d'une innocente et L'Amour rédempteur.

## Fiche technique
- Titre : Le Diamant noir
- Réalisation : André Hugon
- Adaptation : André Hugon d'après Jean Aicard
- Image : Karémine Mérobian
- Société de production : Films André Hugon
- Pays de production : France
- Format : Noir et blanc - 1,33:1 - Film muet - 35 mm
- Date de sortie : 29 septembre 1922

## Distribution
- Claude Mérelle : Fraulein
- Ginette Maddie : Nora
- Armand Bernard : Gottfried
- Pierre Fresnay : Bouvier
- Henry Krauss : Monsieur de Mitry
- Romuald Joubé : Monsieur de Fresnay
- Charles de Rochefort
- Irène Sabel
- Jean Toulout

## Autour du film
- On remarque la présence au générique de Pierre Fresnay, alors sociétaire de la Comédie-Française.